# Guinée Eco
Guinée Eco  est un site d’informations économiques et financières centré sur la république de Guinée.
Fondé en juin 2016 par le journaliste Bachir Sylla.

## Histoire
Guinée Eco est un site indépendant d’informations économiques et financières centré sur la Guinée. Il vise à éclairer la lanterne des acteurs socio-économiques et les décideurs guinéens et étrangers sur le processus de développement de la Guinée. Il adhère à la mission et aux valeurs d’un organe de presse en ligne au service exclusif du public et fait siens les critères édictés par l’UNESCO pour définir le service public.